# Pinna carnea
Die Pinna carnea ist eine Muschel-Art aus der Familie der Steckmuscheln (Pinnidae). Die Art ist im Golf von Mexiko, der Karibik und an der Küste Brasiliens beheimatet.

## Merkmale
Das im Umriss dreieckige Gehäuse wird bis zu 39,5 cm lang. Die sehr kleinen, unscheinbaren Wirbel sitzen am Vorderende. Der Ventralrand verläuft vom Vorderende aus zunächst gerade und ist dann im weiteren Verlauf zum Hinterende hin konvex gebogen. Der Dorsalrand ist gerade bis schwach konkav gekrümmt. Der Hinterrand ist schwach gewölbt mit gerundeten Übergängen zu Ventral- und Dorsalrand. Er kann fast senkrecht in Bezug zur Längsachse sein, aber auch schräg zum Ventralrand abfallend sein. Es sind zwei Schließmuskeln vorhanden. Der vordere Schließmuskel ist klein und länglich und sitzt unmittelbar am Vorderende. Der hintere Schließmuskel ist mittelgroß und im Querschnitt eiförmig; er sitzt am hinteren Rand der dorsalen Zunge der Perlmuttschicht. Die dorsale Perlmuttschicht ist kürzer als die ventrale Perlmuttschicht. Der Sulcus zwischen dorsaler und ventraler Zunge der Perlmuttschicht ist schmal, spitz zulaufend und erreicht nur etwa ein Drittel in die Perlmuttschicht hinein. Die Perlmuttschicht nimmt maximal nur das vordere Drittel des Gehäuses ein. 
Die Schale von juvenilen Exemplaren ist sehr dünnwandig und zerbrechlich. Sie sind durchscheinend und hornbraun bis rötlich braun gefärbt. Adulte Gehäuse sind tiefrot, und die Oberfläche bzw. die Rippen ist meist rauer (hängt aber vom Lebensraum ab). Die Oberfläche ist mit acht bis zwölf radialen Rippen skulptiert, in die sich während des Wachstums feinere Rippen dazwischen schalten. Gewöhnlich sind die Rippen nicht bedornt, aber häufiger auch knotig verdickt. Nur gelegentlich sind einzelne, nach hinten offene, röhrenförmige Stacheln vorhanden, vor allem in der Nähe des Hinterendes. Trockene Gehäuse klaffen am Hinterende, auf Druck reagieren sie spröde und brechen. Während des Lebens sind die Gehäuse jedoch noch zu einem gewissen Grad flexibel; die Gehäuse können mit Hilfe der Schließmuskeln noch völlig geschlossen werden.

### Ähnliche Art
Pinna carnea hat eine große Ähnlichkeit mit der Rauen Schinkenmuschel (Pinna rudis). Bei dieser Art ist aber die dorsale Zunge der Perlmuttschicht so lang wie oder sogar länger als die ventrale Zunge. Die Schinkenmuschel hat nur fünf bis zehn radiale Rippen mit kräftigen Stacheln in weiten, unregelmäßigen Abständen, bei Pinna carnea sind es dagegen acht bis zwölf feine radiale Rippen mit dazwischen geschalteten feineren Rippchen. Charakteristisches Merkmal der Schinkenmuschel sind aber große, röhrenförmige zum Hinterende hin offene Stacheln in unregelmäßigen Abständen auf den Rippen. Bei Pinna carnea sind es einige wenige, kleine Stacheln, die auf den dorsalen Gehäuseteil beschränkt sind.

## Geographische Verbreitung und Lebensraum
Das Verbreitungsgebiet von Pinna carnea ist der Golf von Mexiko und die Karibik sowie die Gewässer um die Bahamas. Im Süden reicht die Verbreitung bis zum brasilianischen Bundesstaat Espírito Santo.
Die Tiere stecken mit dem Vorderende etwa zur Hälfte senkrecht im Sediment von geschützten Bereichen. Sie bevorzugen Sedimente aus feinem Korallensand und sandig-schlickige Böden, oft in Seegraswiesen vom Gezeitenbereich bis in etwa 34 Meter Wassertiefe. Sie sind im Sediment an einem Geröll oder einer größeren Schale mit Hilfe des Byssus angeheftet.
In der Mantelhöhle von Pinna carnea lebt häufig ein Pärchen der Garnelenart Pontonia mexicana Guérin-Méneville, 1855.

## Taxonomie
Das Taxon wurde 1791 von Johann Friedrich Gmelin aufgestellt. Die Art ist allgemein als gültiges Taxon anerkannt.